# 33-й канал (Израиль)
33 канал (ивр. 33 ערוץ‎; Аруц шлошим ве-шалош) — бывший израильский общественный телеканал. Входил в «Рашут ха-шидур». Целевая аудитория — арабоязычное население.

## История

### Создание — 1994
Вещание канала началось в 1994 году как результат Израильско-палестинского мирного процесса. Израильский премьер министр Ицхак Рабин решило открыть государственный спутниковый канал на арабском, который предназначался для зрителей из соседних арабских стран. Вскоре после открытия телеканала начались трансляции эфиров заседаний Кнессета, израильского парламента. Вплоть до 1998 года канал назывался третьим каналом.

### Возрождение канала — 1998
В начале 1998 года, из-за низких рейтингов, канал провёл ребрединг в надежде привлечь больше зрителей. Новый бренд назывался «Канал 33» со слоганом «Канал 33 — гораздо интереснее!».

### Арабоязычная эра — 2002
В 2002 году Рашут ха-шидур открыл «IBA Арабский канал», который предназначался для арабоязычного населения. Первоначально он транслировался на Первом канале в течение 2-4 часов в день. Позже канал начал транслироваться отдельно от других, на своей кнопке.
Из-за недостатка арабских передач, канал также транслировал повторные показы с 33 и 1 канала. Спустя несколько лет, Рашут ха-шидур осознал, что не может обслуживать три канала одновременно по финансовым причинам и решил объединить «33 канал» с «IBA Арабский канал». Это произошло в 2004 году. Так, 33 канал наконец выполнил то предназначение, для которого изначально был создан.

### Прекращение транслирования заседаний Кнессета — 2004
После объединения каналов некоторое время продолжалось транслирование заседаний Кнессета, но для этого отводилось слишком мало эфирного времени. По этой причине (а также из-за инициативы создать парламентский канал, как C-SPAN в США), Кнессет в 2004 году принял закон, который привёл к созданию «Канала Кнессета». С 3 мая 33 канал перестал транслировать заседания Кнессета в пользу 99-го канала.

## Современность
Канал нацелен на арабоязычных зрителей. Из-за финансовых причин, IBA решил прекратить вещание канала в Европе. Существуют планы сделать канал новостным. С 2013 года планируется восстановить вещание в Европе.

## Перезапуск
В сентябре 2011 было анонсировано, что 33 канал будет перезапущен в качестве новостного канала, вещающего на иврите, арабском и английском. Канал поддерживался 1-м каналом и станцией Решет Бет. Первые пилотные проекты вещания были осуществлены в мае с 08:00 до 16:00. Во время прайм-тайма было продолжено вещание арабских передач. Вскоре началось вещание канала в Интернете.

## Закрытие
IBA был упразднён 14 мая 2017, поэтому 33-й канал был закрыт. Полномочия IBA были переданы IBC, Микан 33 заменил 33-й канал.